# توماس بيرغ
توماس بيرغ (بالهولندية: Thomas Berge)‏ هو مغني هولندي، ولد في 25 يناير 1990 في أنسخديه في هولندا.

## وصلات خارجية
- الموقع الرسمي
- توماس بيرغ على موقع IMDb (الإنجليزية)
- توماس بيرغ على موقع ميوزك برينز (الإنجليزية)
- توماس بيرغ على موقع ديسكوغز (الإنجليزية)